# Aqua Augusta (Napulj)
Aqua Augusta ili akvadukt Serino (tal. Acquedotto romano del Serino) bio je jedan od najvećih, najsloženijih i najskupljih sustava akvadukta u rimskom svijetu; opskrbljivao je vodom najmanje osam drevnih gradova u Napuljskom zaljevu uključujući Pompeje i Herkulanej. Ovaj akvadukt nije bio sličan niti jednom drugom u svoje vrijeme, jer je bio regionalna mreža, a ne fokusiran na jedno urbano središte.

## Trasa akvadukta
Istočni dijelovi trase akvadukta dobro su poznati zahvaljujući spisima dvojice talijanskih inženjera, koji su bili zamoljeni da provjere može li se akvadukt ponovno koristiti kao glavni vodovod za opskrbu Napulja u 16. odnosno 19. stoljeću. Zapadni dio iza Napulja bio je manje poznat do novijih istraživanja.
Bilo je deset grana, od kojih je sedam bilo za gradove, dok su tri bile za neke od brojnih luksuznih vila u ovom području popularnih među bogatim Rimljanima, poput Ville Pollio u Posillipu. Uključujući ogranke, ukupna duljina akvadukta bila je otprilike 145 km, što ga čini najdužim rimskim akvaduktnim sustavom u rimskom svijetu, uz moguću iznimku akvadukta Gadara, sve do 5. stoljeća nove ere kada je u Carigradu proširen Valensov akvadukt. Aqua Augusta bio je jedan od najtežih i najskupljih akvadukta koje je ikada izgradila neka drevna civilizacija zbog svoje duljine i teškog terena kojim je prolazio. Unatoč svojoj veličini i složenosti, Aqua Augusta danas je uglavnom nepoznata kao veliki spomenik jer je veći dio pod zemljom.
Glavni izvor akvadukta (caput aquae), Fons Augusteus (sada poznat kao Acquaro-Pelosi), bio je u planinama Terminio -Tuoro u blizini modernog grada Serino nedaleko od grada Avellina, a nalazi se na 376 m nadmorske visine. Vjerojatno je postojalo nekoliko dodatnih izvora na drugim točkama u mreži, uključujući ogranke iz Avellina i u Scalandroneu blizu Baiae. Jedan od njegovih glavnih završetaka bila je golema cisterna Piscina Mirabilis u pomorskoj bazi i luci Misenum.
Budući da je akvadukt prevalio toliku udaljenost, prilikom njegove izgradnje naišlo se na mnoge poteškoće: nekoliko dugih tunela probijeno je kroz planine; 6 km dug tunel Monti di Forino prelazi vododjelnicu u Apeninima (jedan od najdužih rimskih tunela), i 2 km dug tunel koji prelazi u ravnicu Sarno; također kod cestovnog tunela Crypta Neapolitana i cestovnog tunela Grotta di Cocceio. A 3.5 km dug podignuti dio na lukovima izgrađen je u Pomigliano d'Arco. Došlo je do pomicanja tla zbog seizmičke aktivnosti i bio je potreban prijelaz morem do otoka Nisida.
Akvadukt je prolazio pod zemljom 400 m južno od rimskih termi u Agnanu sa svojim ogrankom i nekoliko metara sjeverno od amfiteatra u Pozzuoli sa 70 m ogranka do akvadukta.

## Povijest
Akvadukt Serino izgrađen je tijekom augustovskog razdoblja Rimskog Carstva, vjerojatno od 33. pr. Kr. kada je Marcus Vipsanius Agrippa (bliski prijatelj i saveznik cara Augusta) bio curator aquarum u Rimu, prvenstveno kako bi se obnovila rimska flota u Misenumu, a sekundarno opskrba vodom za sve veću potražnju važne trgovačke luke Puteoli kao i za velike gradove kao što su Cumae i Neapolis.
Postoje dokazi da su veliki broj privatnih korisnika bili pripadnici rimske senatorske klase. U Rimu je bilo potrebno pismo cara da bi se dobila privatna veza, pa se čini da je carska naklonost također bila faktor u pristupu ovom vodovodu.
Tijekom rata sa Sekstom Pompejem, August je naredio izgradnju luke Portus Julius zapadno od Puteola. Kasnije se ova luka smatrala manje idealnom zbog problema s nanosom mulja, a nova velika pomorska baza izgrađena je zapadnije u Misenumu kasnije je postala temelj flote zapadnog Mediterana. Za samu bazu i za brodove bile su potrebne velike količine slatke vode što je možda bio jedan od razloga izgradnje novog akvadukta.
Tako velik spomenik zahtijevao je stalno održavanje; došlo je do velikih popravaka u flavijevskom razdoblju (1. stoljeće nove ere) s dodavanjem paralelnih tunela, a car Konstantin se također uključio u opsežnu restauraciju dokumentiranu na ploči s natpisom otkrivenoj u Serinu i datiranoj u 324. godinu nove ere. Na temelju analize latinskog teksta napisanog na ovom povijesno važnom starorimskom mramornom epigrafu otkrivenom tijekom ranijih iskapanja, Italo Sgobbo je 1938. godine prvi dokazao da je akvadukt Serino prethodno smatran izgrađena za vrijeme vladavine cara Klaudija, datirana, zapravo, još u Augustovo doba, što je bio veliki napredak.
Odredišta navedena na ploči su: Nola, Acerrae, Atella, Napulj, Pozzuoli, Baiae, Cumae i Misenum.
Gradovi Pompeji, Herkulanej i Stabiae također su izvorno bili opskrbljeni akvaduktom, ali budući da su uništeni i pokriveni erupcijom Vezuva 79. godine, nisu se pojavili na ovom popisu. Sljedeća velika erupcija 472. godine ostavila je akvadukt prekriven pepelom, a 3.5 km kanala, arkada Pomigliano d'Arco, urušila se prije stvarne erupcije. Time je prekinuta opskrba vodom svim gradovima osim Nole i Acerrae. Loša administrativna i ekonomska situacija u Kampaniji u to vrijeme, i Italiji općenito, spriječila je veće popravke Auguste. Pisane reference o akvaduktima u Napulju nakon tog vremena odnose se samo na druge akvadukte koji su sada bili na tom području.
U moderno doba, dijelovi akvadukta, uz Piscina Mirabilis, bili su vitalni za opstanak regije kao skloništa od zračnih napada tijekom Drugog svjetskog rata.

## Vidljivi ostaci
Danas postoji nekoliko vidljivih ostataka akvadukta, iako veći dio još uvijek postoji ispod zemlje. Tragovi izvorne strukture mogu se pronaći na brojnim mjestima u Napulju i okolici.
To uključuje:
- potporni zid za lukove podignutog dijela akvadukta u Muro d'Arce u blizini via Muro d'Arce, Sarno
- "Ponte Tirone": dva paralelna dijela u Palma Campania (Okrug Tirone),[22]
- dva paralelna mosta akvadukt Ponti Rossi
- dio pored Crypta Napolitana u Parco Vergiliano u Piedigrotti gdje je zauzimao paralelni tunel[23]
- odvojak do amfiteatra Pozzuoli i glavnog akvadukta na sjeveru[7]
- špilja zahvata vode u blizini Scalandrone, comune di Bacoli.[10][24]
- dio pokraj ulaza u arheološki park Baia.[24]
- dobro očuvana Piscina Mirabilis u Misenumu. Ovo je jedan od najvećih takvih spremnika na akvaduktu poznatih u Rimskom Carstvu[25] i preživio je gotovo netaknut do danas. Vjerojatno je bio namijenjen za veliku vilu, ili možda kao strateški izvor vode za pomorsku bazu iako se nalazi oko 1 km dalje.

### U podrumima između Via Arena i Vico Traetta
Nedavno su lukovi akvadukta blizanaca otkriveni u podrumima zgrada u Rione Sanità, u 6 via Arena alla Sanità, i otvoreni su za javnost. Prolaze od sjevera prema jugu dugim dijelom na udaljenosti od 10 m, a zatim se približavaju na 2 m u južnom dijelu. Zapadni kanal je Augustov, dok je istočni dio naknadno dograđen.
Oni su potaknuli povećani interes za istraživanje, što je dovelo do više istraživanja linije monumentalnog akvadukta. Uz helenističku nekropolu pronađena je ogromna cisterna na liniji kanala. Identificiran je i novi dio drevnog akvadukta uzbrdo od via Foria u četvrti “Miracoli” gdje kanal teče pod zemljom 220 m.5

## Književni prikazi
Istaknuto je mjesto u romanu Pompeji Roberta Harrisa, čiji je protagonist vodoinženjer ("Aquarius") poslan iz Rima da održava akvadukt 79. godine naše ere, u vrijeme erupcije Vezuva .

## Daljnje čitanje
- De Feo, Giovanni; Wayne F. Lorenz, et al. " Trasa i tuneli Aqua Auguste za vodoopskrbu Pompeja ." Međunarodni časopis za globalna pitanja okoliša 14.3-4 (2015.): 177-186. Izdavači InderScience
- Hodge, A. Trevor (1989). " Rimski akvadukti i vodoopskrba", 1. izdanje. London: Duckworth Publishing. ISBN 978-0-7156-2194-3
- Keenan-Jones, Duncan. 2010. The Aqua Augusta and control of water resources in the Bay of Naples. Australasian Society for Classical Studies Conference 31, Perth, Australia 2010
- Keenan-Jones, Duncan (2010). " Gale stipendija Sveučilišta Macquarie: Aqua Augusta. Regionalna vodoopskrba u rimskoj i kasnoantičkoj Kampaniji: povijesna i arheometrijska studija ", koju je online objavio Cambridge University Press. Radovi Britanske škole u Rimu, svezak 78, studeni 2010., str. 308 - 309. DOI: 10.1017/S006824620000 994
- Dott. Ing. Potenza, Uberto, bivši upravitelj Azienda Municipale Acquedotto di Napoli (AMAN, tada ARIN, danas ABC  Arhivirana inačica izvorne stranice od 1. lipnja 2023. (Wayback Machine) ). " Rimski akvadukti u Serinu " (ulixes.it)[28] i " L'acqua di Serino e l'acquedotto Augusteo " (www.idrotecnicaitaliana.it) (oba na talijanskom)
- Miccio, Bruno i Potenza, Uberto (1994). " Gli acquedotti di Napoli " [Napuljski akvadukti]. Van komercijalnog izdanja tvrdi uvez AMAN, 188 str. (na talijanskom)
- Lorenz, Wayne F.; Libertini, Giacinto; Miccio, Bruno; Leone, Nino & De Feo, Giovanni (2016.). " Istaknute značajke Augustovog akvadukta u području Napuljskog zaljeva " (PDF članak). 4. Međunarodni simpozij IWA o tehnologiji vode i otpadnih voda u drevnim civilizacijama, Coimbra, Portugal (putem researchgate.net)
- Sgobbo, Italo (1938). Serino - L'acquedotto romano della Campania "Fontis Augustei Aquaeductus" [Serino - rimski akvadukt u Kampaniji: "Fontis Augustei Aquaeductus"]. Napoli: R. Accademia dei Lincei. Notizie degli Scavi di Antichità (NSc), Serie 6, 14: str. 75-97. (na talijanskom).
- Matthews, Kenneth D. (1970). " Rimski akvadukti.  Arhivirana inačica izvorne stranice od 3. travnja 2023. (Wayback Machine) Tehnički aspekti njihove konstrukcije  Arhivirana inačica izvorne stranice od 3. travnja 2023. (Wayback Machine) " (putem penn.museum). Publ: Ekspedicija, jesen 1970.; str. 2-16
- Del Prete, Sossio & Varriale, Rosario (2007). " Breve rassegna sui principali acquedotti ipogei della Campania " [Kratak pregled glavnih podzemnih akvadukta u Kampaniji] (na talijanskom). Opera Ipogea N° 1 / 2007: Carta degli antichi acquedotti italiani [Karta antičkih akvadukta Italije] ; rivista della Società Speleologica Italiana; str. 75-84

## Vanjske poveznice
|  | Zajednički poslužitelj ima još gradiva o temi Aqua Augusta (Napulj) |

- Roman aqueducts by Wilke D. Schram (Univ. of Utrecht, NL), Cees Passchier (Univ. of Mainz, DEU), Driek van Opstal (ret.)
- The Atlas Project of Roman Aqueducts